# Porphyrinia nives
Porphyrinia nives är en fjärilsart som beskrevs av Brandt 1938. Porphyrinia nives ingår i släktet Porphyrinia och familjen nattflyn. Inga underarter finns listade i Catalogue of Life.